# Yvan Keller
Yvan Keller, francoski serijski morilec, * 13. december 1960, † 22. september 2006.
Zaradi načina izvajanja umorov je dobil vzdevek »morilec z blazino« (francosko le tueur à l'oreiller).

## Zgodnje življenje
Yvan Keller se je rodil 13. decembra 1960 v Wittenheimu v francoskem departmaju Haut-Rhin. Njegova starša sta bila izdelovalca košar in sta imela 8 otrok. Njegov oče Joseph je bil tudi zaposlen v rudnikih kalijeve soli v Alzaciji. Keller je odraščal v precej nestabilni družini. Njegova mama je umrla pri 49 letih in oče ga je silil v trdo delo, da so lahko preživeli.
Yvana so pri 17 letih aretirali in obsodili na 10 let zapora zaradi kraje.

## Življenje
Avgusta leta 1989 je bil Keller izpuščen iz zapora. Preselil se je v Mulhouse v stanovanje starega dvorca v mirnem predelu ter stran od mestnega središča. Postal je krajinski vrtnar in ustanovil majhno podjetje, imenovano Alsa-Jardin. Stranke so bile z njegovim delom zelo zadovoljne. Živel je skromno z žensko po imenu Marina, vendar sta se kasneje ločila in našel je novo dekle, Séverine.
Marina je kasneje povedala, da jo je Yvan silil v prostitucijo, ker je nenehno potreboval denar zaradi svoje ljubezni do razkošja, igralnic, konjskih dirk, odličnih restavracij in znanih hotelov. Eden od njegovih prijateljev pa je o njem povedal, da ko je bil v razmerju s svojo drugo ženo Séverine, je bila ona že v razmerju z drugim moškim in ko je to Yvan izvedel, je odšel k moškemu domov in mu v usta vtaknil pištolo ter mu zagrozil, naj Séverine pusti pri miru.
Kellerjevi sosedje so rekli, da je bil zelo ustrežljiv, prijazen in ljubeč do živali, do svoje družine pa je bil neusmiljen in nasilen.

## Žrtve
Januarja leta 1994 so v Burnhaupt-le-Hautu prebivalko ulice Basse Street Marie Winterholer našli mrtvo v svoji postelji, ležečo na hrbtu. Zdravnik je ugotovil, da je šlo za naravno smrt in izdal dovoljenje za pokop.
Dne 12. marca 1994 se je moški po imenu Germain na ulici Basse 11 odločil obiskati svojo 86-letno mater Ernestine Mang. Tik za vrati je presenečen našel staro napravo za delanje masla, ki je bila že leta shranjena v hišni kleti. Nato je našel svojo mamo mrtvo v postelji, ležečo na hrbtu. Presenetilo ga je, da je bila posteljnina brezhibno postlana, saj se je Ernestina zaradi težav s kolki težko premikala. Zaradi tega je bil Germain prepričan, da ni ona premaknila naprave za maslo.
Dne 27. aprila 1994 so na ulici Basse 22 našli mrtvo v svoji postelji na hrbtu obrnjeno tudi 77-letno Augusto Wassmer. Opazili niso nobenega vloma, vendar je njena hči Marie-Françoise Roecklin ugotovila, da je bila postelja predobro postlana. Obdukcija se je končala s smrtjo zaradi zastoja srca, verjetno »zaradi velikega strahu«. Kasneje je hči opazila, da sta izginila Augustina bančna kartica in ključ od hiše ter da je bila kartica uporabljena v Mulhouseu za tri dvige.
Po aretaciji je Keller priznal umor 150 ljudi. Yvan Keller je bil vpleten v 23 umorov starih gospa, vendar je bil osumljen, da jih je ubil 40.
Kot krajinski vrtnar je Keller zlahka našel hiše svojih žrtev. Ubijal je stare ljudi, da bi lahko ukradel njihove dragocenosti, kot so denar, slike in dragulji, ki jih je kasneje preprodal. Vsakič je ponovil isti scenarij: svoje žrtve je zadušil v njihovi postelji, nato pa posteljo predelal do popolnosti, da je izgledala kot naravna smrt.

## Aretacija
Med letoma 1993 in 2003 je bil Yvan Keller trikrat obtožen, vendar je šele tretja preiskava privedla do njegove aretacije. Keller je hitro priznal in število žrtev dvignil na 150 ter priznal, da je bil aktiven v Alzaciji, Švici in Nemčiji. Obtožen je bil le petih smrti, treh v Haut-Rhinu leta 1994 in dveh v Bas-Rhinu. Če bi mu dokazali vseh 150 umorov, bi bil to najhujši francoski serijski morilec 20. stoletja. 

## Smrt
Dne 22. septembra 2006 je Yvan Keller storil samomor na višjem sodišču v Mulhouseu. Ubil se je z vezalkami, ki jih je prepletel v vrv. Njegove zadnje besede so bile »Samo hotel sem biti ljubljen«.